# Dolo (fiume)
Il Dolo è un torrente appenninico, affluente di destra del fiume Secchia, che nasce in provincia di Reggio Emilia e segna per buona parte del suo percorso il confine tra le province e di Modena e Reggio.

## Percorso
Nasce sulle pendici del Monte Prado (44°14′24.21″N 10°27′22.31″E) e fa da confine tra le provincie di Reggio Emilia e di Modena nella parte alta dell'Appennino. 
Infine, dopo un corso di circa 25 km, sfocia nel Secchia. 
All'altezza di Fontanaluccia una diga (44°16′39.72″N 10°30′47.95″E) devia parte delle acque a una centrale idroelettrica (44°21′42.48″N 10°34′53.35″E) situata a circa a 10 km di distanza a Farneta.

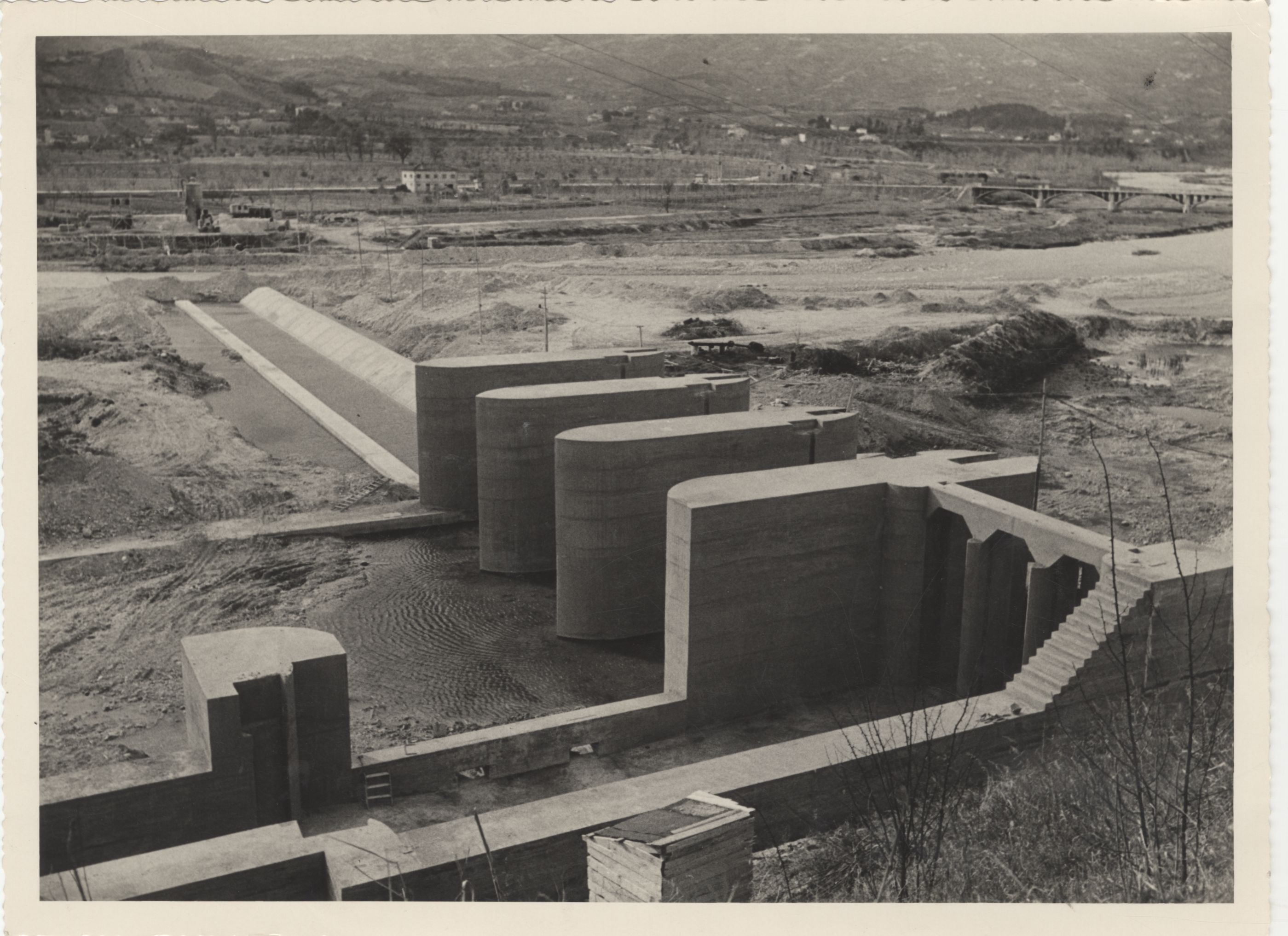
Lavori di sistemazione idrica, 1955 (Archivio storico del Touring Club Italiano)
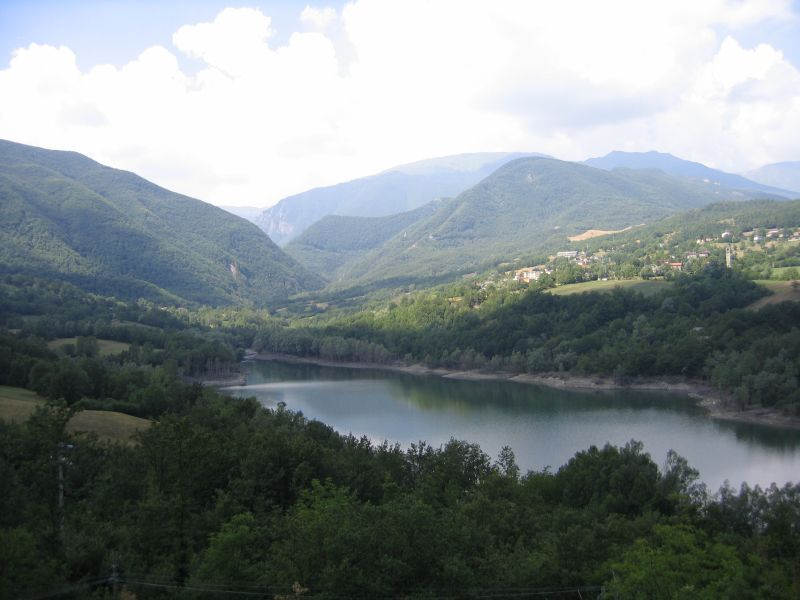
Diga di Fontanaluccia
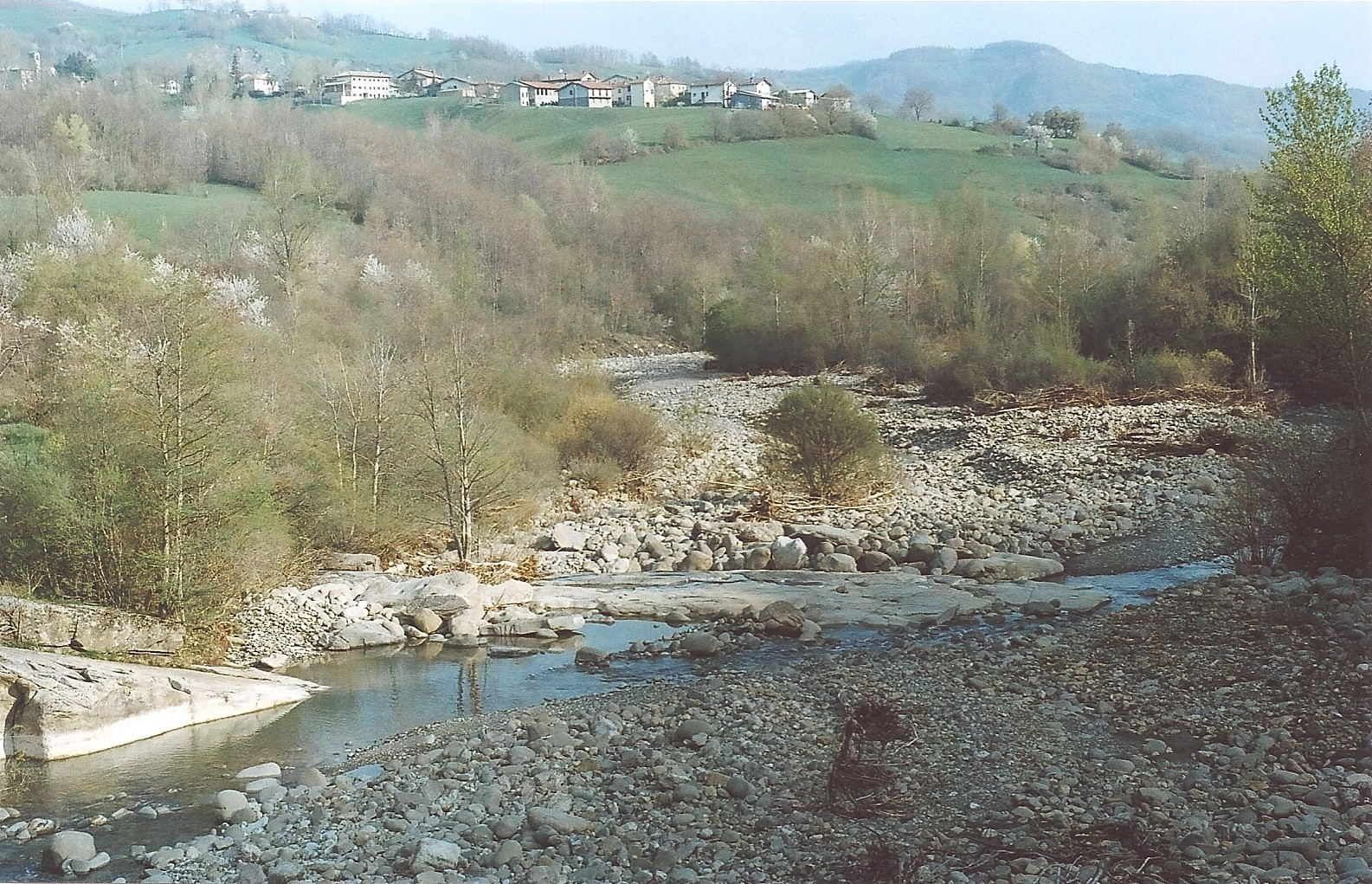
Il Dolo visto dal ponte per Morsiano
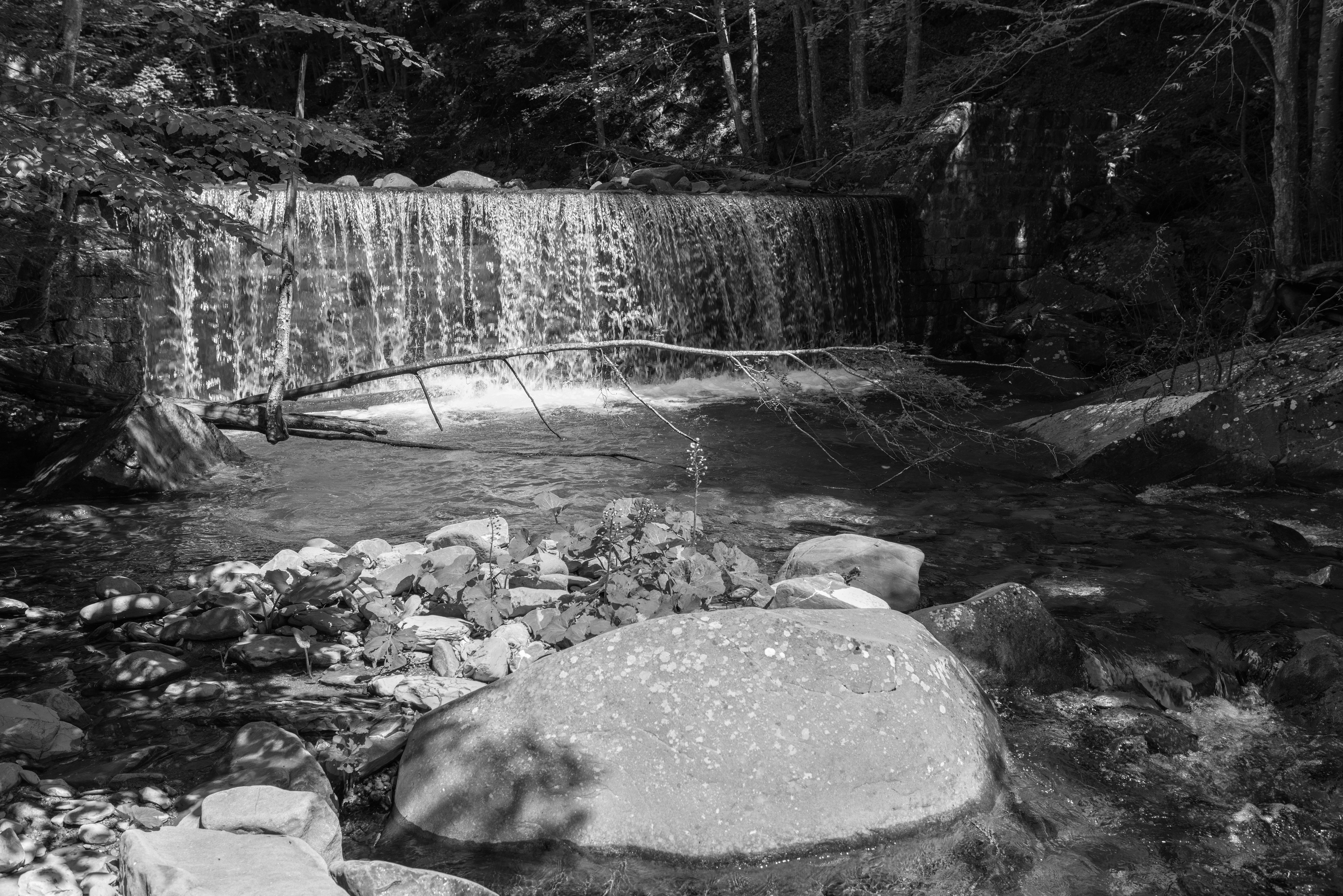
Cascatella lungo il Dolo